# ويلفريد شميد
ويلفريد شميد (بالإنجليزية: Wilfried Schmid)‏ هو رياضياتي وأستاذ جامعي أمريكي، ولد في 28 مايو 1943 في هامبورغ في ألمانيا.